# Kovácshida
Kovácshida is een plaats (község) en gemeente in het Hongaarse comitaat Baranya. Kovácshida telt 286 inwoners (2001).